# Ricardo Regalla
Ricardo Dias Pinto Blaufuks (Lisboa, 17 de junho de 1968), geralmente conhecido como Ricardo Regalla, também conhecido como Ricardo Moreira Regalla Dias-Pinto, é empresário, foi um consultor imobiliário e é um político português. Atualmente, desempenha as funções de deputado à Assembleia da República e adjunto da direção nacional do CHEGA, sendo o diretor nacional das relações internacionais, relações públicas e protocolo do Partido.

## Biografia
Vive em Cascais, estudou Gestão Agrícola em ISMAG, e trabalhou como consultor imobiliário, com negócios em Lisboa e na linha de Sintra e Cascais.
Considerado pela imprensa como um dos braços direitos de André Ventura, na XV legislatura, foi o chefe de gabinete do presidente do CHEGA.

## Atividade política no CHEGA
Desde o início da criação do partido, foi eleito adjunto da direção nacional de André Ventura. Sendo a única pessoa à exceção do presidente do partido, André Ventura, a integrar a direção desde a sua fundação. Em agosto de 2023, Rita Matias convidou-o, juntamente com Diogo Pacheco de Amorim, para serem os reitores da III Academia de Verão da Juventude CHEGA. Nessa Academia, deixou, no discurso de abertura, uma mensagem aos jovens do partido, afirmando que estes devem ter lealdade e seguir o exemplo da deputada Rita Matias: "Mantenham-se fiéis aos bons valores, sejam leais ao vosso líder nacional, André Ventura, o melhor que poderiam ter, à sua direção nacional e às escolhas destes. Sigam o exemplo da vossa coordenadora, Rita Matias, para virem a usar bem o poder que, um dia, terão de influenciar o curso da história de forma justa e honesta".
Desde a I Convenção em 2019 até à última convenção nacional, a VI Convenção Nacional em janeiro de 2024, foi convidado pelo presidente do partido para adjunto da sua direção nacional do partido.

## Deputado à Assembleia da República
A 10 de março de 2024, Ricardo Regalla foi eleito deputado à Assembleia da República pelo CHEGA, pelo círculo eleitoral de Lisboa.

## Resultados eleitorais

### Eleições legislativas
| Data | Partido | Partido | Circulo eleitoral | Posição     | Cl. | Votos   | %              | +/-  | Deputados | +/- | Status | Notas                                |
| ---- | ------- | ------- | ----------------- | ----------- | --- | ------- | -------------- | ---- | --------- | --- | ------ | ------------------------------------ |
| 2024 |         | CH      | Lisboa            | 5.º (em 48) | 3.º | 224 493 | 17,02 / 100,00 | 9.25 | 9 / 48    | 5   | Eleito | Adjunto da Direção Nacional do CHEGA |